# خریستینا استوی
خریستینا استوی (اوکراینی: Христина Стуй؛ زادهٔ ۳ فوریهٔ ۱۹۸۸) ورزشکار دو و میدانی اهل اوکراین است.
وی در مسابقات کشوری و بین‌المللی در مجموع برندهٔ ۱ مدال طلا، ۳ مدال نقره، ۲ مدال برنز شده‌است.